# L'occasione fa il ladro
L'occasione fa il ladro, ossia Il cambio della valigia és una òpera en un acte composta per Gioachino Rossini sobre un llibret italià de Luigi Prividali, basat en Le prétendu par hazard, ou L'occasione fait le larron (1810) d'Eugène Scribe. S'estrenà al Teatro San Moisè de Venècia el 24 de novembre de 1812.
L'aventurer Parmenione aprofita un canvi d'equipatge amb el Comte Alberto per usurpar la seva identitat, presentant-se a la promesa d'aquest, que no el coneix, Berenice, i que, per a poder jutjar millor al seu futur marit, ha canviat el seu paper amb la seva serventa Ernestina. Tot acaba amb un doble matrimoni. Aquesta divertida comèdia recorda El joc de l'amor i de l'atzar (1730) de Pierre de Marivaux.

## Representacions
Estrena
En la seva estrena el 24 de novembre de 1812 al Teatro San Moisè de Venècia, L'occasione fa il ladro no va tenir el mateix èxit que obres anteriors. Rossini va dir d'ella: 
| «         | La meva farsa va ser posada en escena el dia abans-d'ahir. Pel que fa a la música, em va donar plaer, però no la interpretació | » |
| — Rossini | |   |

En l'edició de 26 de novembre, el Giornale Dipartimentale dell'Adriatico va informar amb una mica més detall: 
| «                                        | El mestre Rossini ha escrit la música en onze dies, un període massa curt encara que tingui la gràcia d'un geni ardent. Altres compositors experimentats mai correrien aquest risc. De fet, és important estudiar amb més deteniment la qualitat, el rang vocal i el caràcter dels cantants pels quals fou escrita, que no sempre és possible immediatament. La música del Sr. Rossini conté moltes coses bones, això no es pot negar, sobretot en la introducció, en la primera secció de l'ària de Pacini (Don Parmenione), en l'ària de Berti (Conte Alberto) i en l'ària de Canonici (Berenice), però no tot va estar a l'altura i un té la impressió que això es deu a la força de les circumstàncies i no a la culpa de ningú en particular. El geni del senyor Rossini és ben conegut aquí: ell ha donat proves indubtables d'aquesta, tant aquí com en altres escenaris, i aquesta ocasió no danyarà la seva reputació; i tampoc es veuran afectats els artistes que apareixen en l'actual temporada. En honor de la veritat, cal afegir que en les dues nits següents la farsa va tenir més èxit. | » |
| — Giornale Dipartimentale dell'Adriatico | |   |

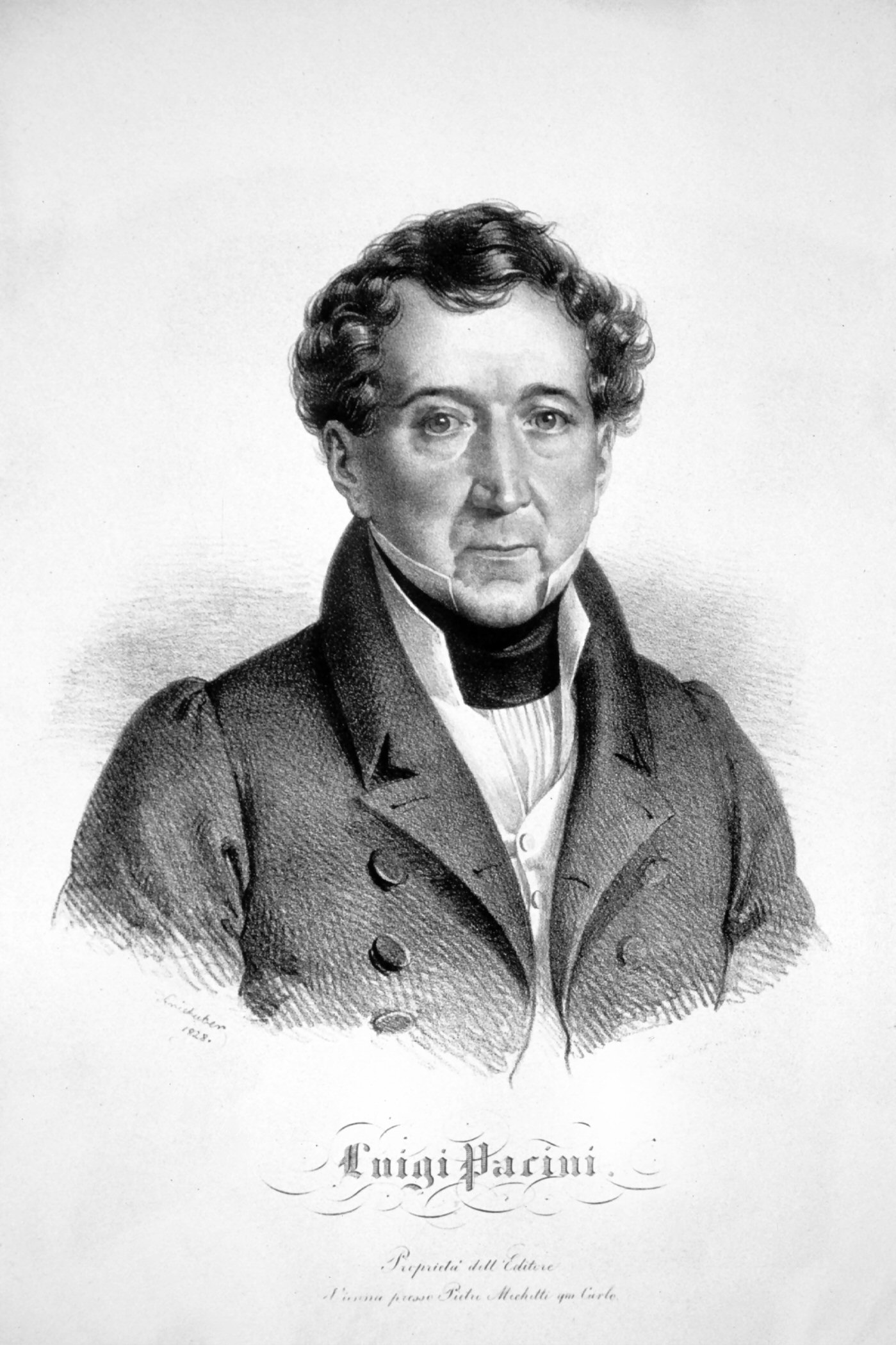
Luigi Pacini, primer Don Parmenione

A partir d'aquest informe, es desprèn que l'òpera va ser rebuda fredament, encara que de cap manera es podia considerar un fracàs. La seva vitalitat posterior fou limitada, però va gaudir d'una relativament àmplia circulació, el que es pot deduir del gran nombre de partitures a partir d'aquest moment.
Malgrat tot, es va representar a l'estranger, i tal com va passar amb gairebé tota la producció poc coneguda de Rossini, un dels primers llocs a representar-se fou al Teatre de la Santa Creu de Barcelona l'estiu de 1822. El 13 de maig de 1824 va tenir lloc la primera representació al Teatre Nacional de São Carlos de Lisboa. El 4 de gener de 1829 al King's Theatre de Haymarket a Londres. El 27 de novembre de 1859 al Théâtre-Italien de París amb Marietta Alboni.
Segle XIX
L'occasione fa il ladro es va representar per primera vegada al Teatre San Moisè, Venècia, el 24 de novembre de 1812. De les cinc òperes en un acte que va escriure per al teatre, aquesta va ser la que es va representar amb més freqüència durant la vida del compositor, però es va deixar de banda després de la seva mort. No obstant això, hi va haver un renaixement a Pesaro el 1892 celebrant el centenari del seu naixement el 29 de febrer de 1792, amb Alessandro Bonci.
Segle XX i més enllà
La farsa va tornar a l'escena en la segona meitat del segle XX: el 1962 es va realitzar a la Piccola Scala de Milà, dirigida per Nino Sanzogno amb Alvinio Misciano, Wladimiro Ganzarolli i una jove Fiorenza Cossotto com a Ernestina. El 1974 té lloc la primera representació a Angers.
L'òpera va ser presentada al Théâtre Nouveau de Niça l'any 1983 La primera actuació al Rossini Opera Festival fou el 1987 dirigida per Salvatore Accardo amb Luciana Serra, Luciana D'Intino i Claudio Desderi. Va ser grvada i va significar l'última funció de Rossini dirigida per l'escenògraf Jean-Pierre Ponnelle, que va morir l'any següent (la mateixa escenografia va ser represa diverses vegades al ROF, i dues vegades a La Scala el 1988 i 2010). L'occasione fa il ladro, encara que no va entrar en el repertori habitual, ha tingut una sèrie de representacions a Itàlia.
El mateix 1987, es va representar al Festival de Buxton. A més va ser reviscuda a l'⁣Òpera de Macerata (1992), a París, a Colònia i al Schlosstheater Schwetzingen.
L'abril de 1991 es va presentar al Politeama Garibaldi de Palerm, dirigida per Antonello Allemandi amb l'orquestra i el cor del Teatre Massimo. Rockwell Blake va cantar Count Alberto. El 1992 es va oferir una actuació sota la direcció de Gianluigi Gelmetti amb el Stuttgarter Rundfunkorchester, el repartiment incloïa Susan Patterson i Alessandro Corbelli.
La producció de Ponelle va reviure durant la temporada 2013 al Rossini Opera Festival. Un crític assenyala que els membres del repartiment eren majoritàriament italians nadius.
A Gran Bretanya, l'Opera North va presentar una sèrie d'actuacions en anglès el 2004 com a part de la seva temporada Eight Little Greats. L'òpera es titulava Love's Luggage Lost, i la producció va ser dirigida per Christopher Alden i dirigida per David Parry.
L'òpera es va presentar el setembre de 2017 a La Fenice, dirigida per Elisabetta Brusa, en col·laboració amb l'Accademia de Belles Arti de Venecia.

## Rols
| Rol                                 | Tipus de veu | Elenc de l'estrena el 24 de novembre de 1812 (Conductor: -) |
| ----------------------------------- | ------------ | ----------------------------------------------------------- |
| Don Parmenione                      | baríton      | Luigi Pacini                                                |
| Martino, el seu servent             | baix         | Filippo Spada                                               |
| el comte Alberto                    | tenor        | Tommaso Berti                                               |
| Don Eusebio                         | tenor        | Gaetano Dal Monte                                           |
| Berenice, la seva neboda i pupil·la | soprano      | Giacinta Canonici                                           |
| Ernestina, la seva amiga            | soprano      | Carolina Nagher                                             |

## Argument
Època: segle XVIII
Lloc: Dins i prop de Nàpols
Durant una tempesta, tres viatgers es refugien en una fonda del país. L'Alberto ha estat promès amb una dona a la qual no ha conegut mai, i va camí de trobar-la. Don Parmenione, acompanyat d'en Martino, intenta localitzar la germana d'un amic, que ha desaparegut. Quan s'acaba la tempesta, l'Alberto marxa, emportant-se accidentalment amb ell l'equipatge de Parmenione en lloc del seu. Martino obre la maleta de l'Alberto i descobreix, entre els seus papers, un retrat, presumiblement de la futura núvia. Parmenione decideix fer-se passar per Albert i reclamar la núvia per ell mateix.
A casa de don Eusebio, Ernestina, que ha caigut en temps difícils, accepta allargar la seva estada i assumir el paper de la companya de Berenice. Berenice, preocupada per casar-se amb un home a qui mai no ha conegut, demana a l'Ernestina que es faci passar per ella. Mentrestant, ella mateixa farà el paper d'una minyona, perquè pugui observar l'Alberto i decidir si està preparada per casar-se amb ell. Parmenione, acompanyat de Martino, s'anuncia ara com Alberto i fa la cort a l'Ernestina disfressada, tot i que ella no és la dama del retrat. Tots dos se senten atrets l'un per l'altre.
El mateix Alberto arriba, i es troba amb la pretesa minyona, Berenice. També sorgeix una atracció mútua entre aquests dos, però Berenice es desconcerta al saber que Alberto aparentment ja ha arribat i pot demostrar qui és, mentre que aquest home no té documents per identificar-lo. L'Alberto real i l'impostor intenten convèncer l'Eusebio que són qui diuen ser, i Berenice, que sap amb quina preferiria casar-se, sotmet Parmenione a un sever interrogatori. Finalment, es veu obligat a admetre el seu engany. Berenice ara es pot casar amb l'Alberto i Parmenione pot casar-se amb l'Ernestinina, que resulta ser la dona que intentava localitzar, la germana del seu amic. I el retrat a l'equipatge d'Alberto? Era de la seva pròpia germana, per ser donat a Berenice com a regal de noces.

## Anàlisi musical
Tot i ser una de les creacions juvenils de Rossini, recorda a les millors de Cimarosa i s'apropa gairebé al nivell de les obres de Mozart, amb els seus jocs instrumentals i vocals d'una bellesa colpidora. El paper de Don Parmeniano presenta una interessant figura de baix buffo amb intervencions força enginyoses. El quintet Di tanto equivoco representa un dels moments típics del gust rossinià pel concertant, a l'estil de Cimarosa, però reforçat amb un gran sentit del ritme i amb jocs vocals totalment nous.

### Autopréstecs
La breu però preciosa Simfonia està basada en la tempesta de La pietra del paragone que després arribarà a Il barbiere di Siviglia

## Enregistraments
| Any  | Elenc: Berenice, Ernestina, Conte Alberto, Don Parmenione               | Director, Teatre d'òpera i orquestra                                                                             | Segell                                       |
| ---- | ----------------------------------------------------------------------- | --- | -------------------------------------------- |
| 1987 | Luciana Serra, Luciana D'Intino, Raúl Giménez, J Patrick Raftery        | Salvatore Accardo, Orquestra Giovanile Italiana (àudio enregistrat en directe al Rossini Opera Festival, Pesaro) | Àudio CD: Ricordi Fonit Cetra Cat: RFCD 2001 |
| 1992 | María Bayo, Francesca Provvisionato, Iorio Zennaro, Natale de Carolis   | Marcello Viotti, English Chamber Orchestra                                                                       | Àudio CD: Claves Cat: 50-9208-9              |
| 2005 | Elizaveta Martirosyan, Fanie Antonelou, Gianpiero Ruggeri, Mauro Utzeri | Antonino Fogliani, Württemberg Philharmonic Orchestra                                                            | Àudio CD: Naxos Records Cat: 8.660314-15     |